# Брайтенбах (Гессен)
Брайтенбах (нем. Breitenbach am Herzberg) — община в Германии, в земле Гессен. Подчиняется административному округу Кассель. Входит в состав района Херсфельд-Ротенбург. Население составляет 1778 человек (на 31 декабря 2010 года). Занимает площадь 42,14 км².
Община подразделяется на 5 сельских округов.

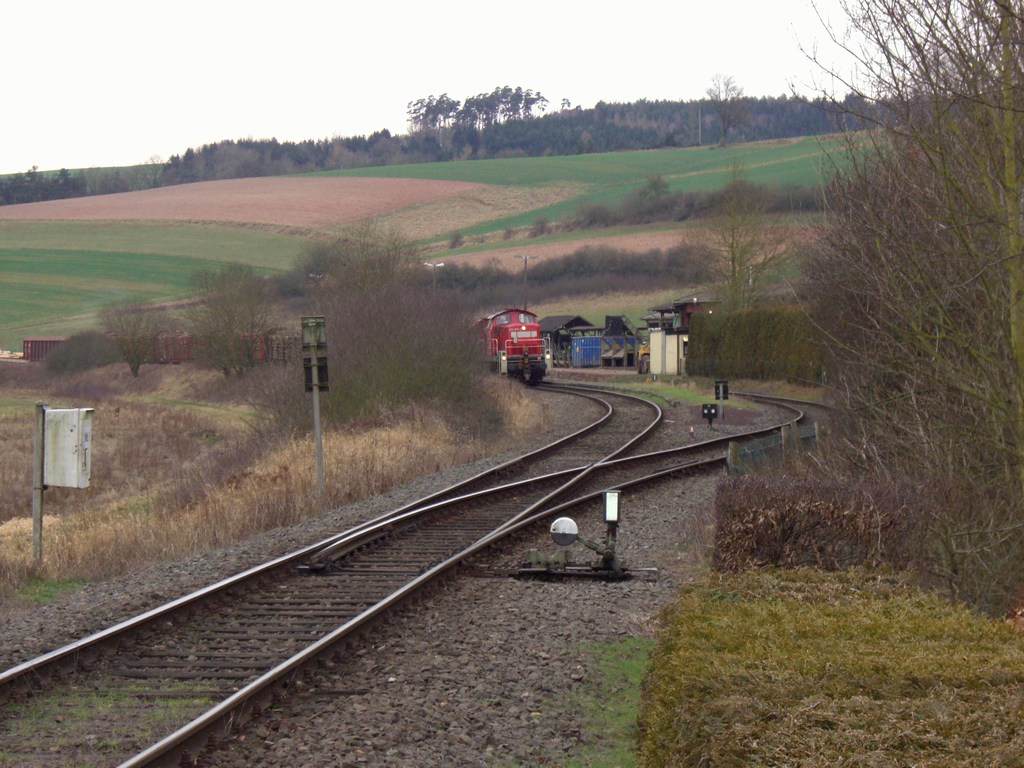
Брайтенбах